# Hahnweiler
Hahnweiler là một đô thị thuộc huyện Birkenfeld, bang Rheinland-Pfalz, Đức. Đô thị này có diện tích 2,29 km².